# Мысленице (гмина)
Мысленице (пол. Myślenice)—городско-сельская гмина (волость) в Польше, входит как административная единица в Мысленицкий повет, Малопольское воеводство. Население — 40 541 человек (на 2006 год).

## Соседние гмины
1. Гмина Добчице
2. Гмина Могиляны
3. Гмина Пцим
4. Гмина Сеправ
5. Гмина Скавина
6. Гмина Сулковице
7. Гмина Виснёва